# Hieracium multifrons
Hieracium multifrons là một loài thực vật có hoa trong họ Cúc. Loài này được Brenner mô tả khoa học đầu tiên năm 1892.